# 影 (三橋美智也の曲)
「影」（かげ）は、1980年にリリースされた三橋美智也のシングル。

## 解説
- レコードジャケットには「光り競える 現（うつ）し世の 吾（われ）は影なり男なり」と記されている。
- B面「もがり笛の子守唄」は1978年に歌手生活25周年を記念してリリースされたアルバム「三橋美智也民謡の世界」に収録された新民謡。

## 収録曲
1. 影
  - 作詞:横井弘／作曲:林伊佐緒／編曲:白石十四男
2. もがり笛の子守唄
  - 作詞:たなかゆきを／作曲:三橋美智也／編曲:小町昭